# Dorothy Comingore
Dorothy Comingore est une actrice américaine née le 24 août 1913 à Los Angeles, en Californie (États-Unis), morte le 30 décembre 1971 à Stonington (Connecticut).

## Filmographie
- 1938 : Campus Cinderella : Co-Ed
- 1938 : Prison Train : Louise Terris
- 1938 : Comet Over Broadway : miss McDermott, la secrétaire de Ballin
- 1938 : La Femme aux cigarettes blondes (Trade Winds), de Tay Garnett : Ann
- 1939 : Blondie Meets the Boss : Francine Rogers
- 1939 : Romance of the Redwoods : Bit Role
- 1939 : North of the Yukon : Jean Duncan
- 1939 : Outside These Walls : Secretary
- 1939 : Nous irons à Paris (Good Girls Go to Paris) d'Alexander Hall : une fille
- 1939 : Coast Guard : Nurse
- 1939 : L'Esclave aux mains d'or (Golden Boy), de Rouben Mamoulian
- 1939 : Oily to Bed, Oily to Rise : April Jenkins
- 1939 : Scandal Sheet : Marjorie Lawe
- 1939 : Monsieur Smith au Sénat (Mr. Smith Goes to Washington), de Frank Capra : une femme à la gare
- 1939 : Five Little Peppers and How They Grew : Nurse
- 1939 : The Awful Goof
- 1940 : Cafe Hostess : Tricks
- 1940 : Convicted Woman : Inmate
- 1940 : Pioneers of the Frontier (en) : Joan Darcey
- 1940 : Rockin' Thru the Rockies : Daisy
- 1941 : Citizen Kane, d'Orson Welles : Susan Alexander Kane
- 1944 : Le Singe velu (The Hairy Ape) : Helen Parker
- 1949 : Faites vos jeux (Any Number Can Play) de Mervyn LeRoy : Mme Purcell
- 1951 : La Grande Nuit (The Big Night), de Joseph Losey : Julie Rostina